# 罕华相
罕华相（？—1939），傣族，第二任勐角董土千总，于1905年继任。罕华相在位时期，英缅政府与班洪、班老等部落爆发班洪事件，罕华相曾援助班洪王胡玉山第二黑火药、铅板、粮食等物资。
| 前任： 罕荣高 | 勐角董土司 1905年—1939年 | 繼任： 罕富成 |